# Принц Адольф, герцог Кембриджський
Принц Адольф, герцог Кембриджський (Адольф Фредерік, англ. Adolphus Frederick, Duke of Cambridge; 24 лютого 1774 — 8 липня 1850) — десята дитина й сьомий син короля Георга III і королеви Великої Британії Шарлотти. Він носив титул герцога Кембриджського з 1801 року до самої смерті. Він також служив віце-королем Ганновера від імені своїх братів Георга IV й Вільгельма IV.
Принц Адольф одружився з принцесою Августою Гессен-Кассельської в 1818 році, і у них було троє дітей: Джордж, Августа і Мері Аделаїда.

## Раннє життя

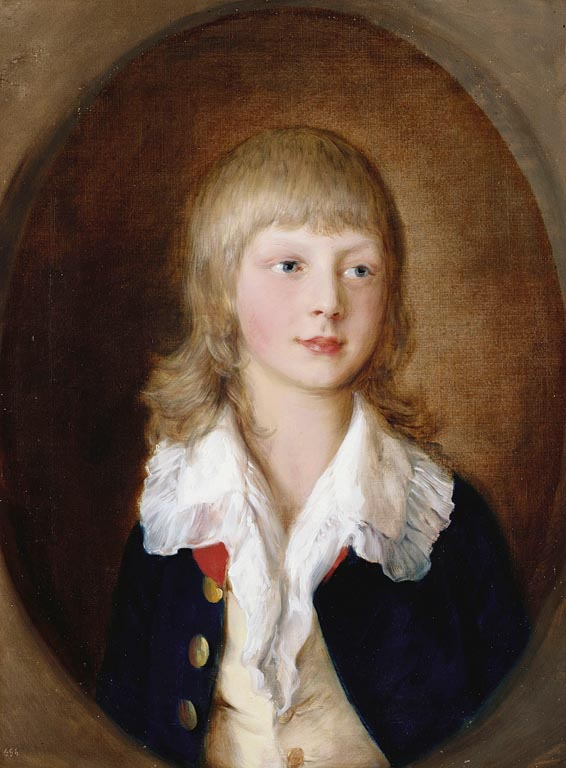
Портрет принца Адольфа, художник Томас Гейнсборо, прибл. 1782

Принц Адольф народився в лютому 1774 року в Букінгемському будинку, тоді відомому як «Будинок королеви» у Вестмінстерському Сіті та Ліберті, нині в межах Великого Лондона. Він був наймолодшим сином короля Георга III та королеви Шарлотти, який пережив дитинство.
Адольф був хрещений 24 березня 1774 року в залі Великої Ради в Сент-Джеймському палаці Фредеріком Корнуоллісом, архієпископом Кентерберійським. Його хрещеними батьками були принц Джон Адольф Саксен-Гота-Альтенбурзький, ландграф Карл Гессен-Кассельський і принцеса Вільгельміна Оранська.
Адольфа виховували вдома до літа 1786 року, коли його відправили до Геттінгенського університету в Німеччині разом з його братами принцом Ернестом та принцом Августом.

## Військова кар'єра
Адольф був призначений почесним полковником Ганноверського гвардійського піхотного полку в 1789—1803 роках, але його військовий вишкіл почався 1791 року, коли він та принц Ернест поїхали до Ганновера, щоб навчатися під наглядом ганноверського командувача фельдмаршала Вільгельма фон Фрейтага. Він залишився в штабі Фрейтага під час Фландрської кампанії в 1793 році. Вперше він взяв участь у бойових діях біля поселення Фамар 23 травня. Він був поранений та взятий у полон у битві при Хондшуте 6 вересня, але був швидко врятований. Бувши ганноверським генерал-майором, восени 1794 року він командував гессенською бригадою під командуванням свого двоюрідного дядька, генерала Йоганна Людвіга фон Вальмоден-Гімборна, а потім командував ганноверською гвардією під час відступу через Голландію. Залишившись у Німеччині, він командував бригадою обсерваційного корпусу з 22 жовтня 1796 року до 12 січня 1798 року. 1794 року він отримав звання полковника британської армії, а 24 серпня 1798 року — генерал-лейтенанта. 1800 року — перебуваючи в курфюрстві Ганновера — він був присутній на заснуванні селища (частина поселення болотистих місцевостей на північ від Бремена), яке було названо на його честь: Адольфсдорф (з 1974 року у складі Грасберга).
Під час Війни другої коаліції проти Франції (1799—1802) Адольф вирушив до Берліна в 1801 році, щоб запобігти ймовірній прусській окупації курфюрства. Цього вимагала Франція, адже це було передбачено Базельським миром (1795), який зобов'язував Пруссію забезпечити нейтралітет Священної Римської імперії на всіх територіях останньої на північ від демаркаційної лінії по річці Майн, включаючи Ганновер. Таким чином, регулярні ганноверські війська були приєднані до багатосторонньої так званої «Демаркаційної армії». Його зусилля були марними. У 1803 році він був старшим командувачем армією й 1 червня змінив Валльмодена на посаді командувача на Везері. З наступом французьких військ з одного боку та 24 000 прусських солдатів з іншого, ситуація стала безнадійною. Кембридж відмовився брати участь в обговоренні капітуляції, передав командування Хаммерштейну (Омптеда стверджує, що він був змушений піти у відставку) та відбув до Англії. План найму додаткових солдатів у Ганновері під командуванням принца також провалився.
У 1803 році Адольф був призначений головнокомандувачем щойно заснованого Королівського німецького легіону, а 26 листопада 1813 року він став фельдмаршалом. 2 червня 1776 року Георг III призначив принца Адольфа кавалером Ордену Підв'язки, а 24 листопада 1801 року зробив його герцогом Кембридзьким, графом Тіпперері та бароном Каллодена.
З вересня 1805 року герцог служив старшим полковником піхотного полку Колдстрімської гвардії (після 1855 р.), а з січня — старшим полковником 60-го піхотного полку (Власний стрілецький корпус герцога Йоркського) з січня 1824 р. Після краху імперії Наполеона він був військовим губернатором Ганновера з 4 листопада 1813 р. по 24 жовтня 1816 р., потім генерал-губернатором Ганновера з 24 жовтня 1816 р. по 20 червня 1837 р. (віце-король з 22 лютого 1831 р.). Бувши віце-королем, герцог став покровителем полку Кембриджських драгунів («Кембриджських драгунів») ганноверської армії. Цей полк дислокувався в Целле, а їх казарми, Cambridge-Dragoner Kaserne, використовувалися Бундесвером до 1995 року. «Марш Hannoversches Cambridge-Dragoner-Regiment» є частиною традиційного музичного репертуару Бундесверу.

## Шлюб
Після смерті принцеси Шарлотти в 1817 році перед герцогом було поставлено завдання знайти наречену для свого старшого неодруженого брата, герцога Кларенса (пізніше Вільгельма IV), в надії забезпечити спадкоємців престолу — Шарлотта була єдиною законною онукою Георга III, попри те, що у короля залишалося дванадцять дітей. Після кількох фальстартів герцог Кларенс зупинився на принцесі Аделаїді Саксен-Майнінгенської. Для герцога Кембриджського був звільнений шлях знайти собі наречену.
Герцог Кембриджський одружився спочатку в Касселі, Гессен, 7 травня, а потім у Букінгемському палаці 1 червня 1818 року на своїй троюрідній сестрі Августі (25 липня 1797 — 6 квітня 1889), третій дочці принца Фредеріка Гессенського.

## Віце-король
З 1816 по 1837 рік герцог Кембриджський був віце-королем Ганноверського королівства від імені своїх старших братів Георга IV і пізніше Вільгельма IV. Коли його племінниця успадкувала британський престол 20 червня 1837 року як королева Вікторія, 122-річний союз корон Сполученого Королівства та Ганновера закінчився через те, що Ганновер перебував під Салічним законом. Ернест Август став королем Ганновера, а герцог Кембриджський повернувся до Британії.

## Смерть
Герцог Кембриджський помер 8 липня 1850 року в Кембридж-хаусі, Пікаділлі, Лондон, і був похований у церкві Св. Анни у Кью, нині районі Лондона. Його останки були перенесені до каплиці Святого Георгія Віндзорського замку в 1930 році Його єдиний син, принц Георг, став спадкоємцем його перства.

## Звання, титули, відзнаки та герб

Герб принца Адольфа, герцога Кембриджського, використовувався з 1801 року до його смерті.

### Титули
- 24 лютого 1774 — 24 листопада 1801: Його Королівська Високість Принц Адольф
- 24 листопада 1801 — 8 липня 1850: Його Королівська Високість Герцог Кембриджський

### Ордени
- KG: Лицар Підв'язки, 2 червня 1786[9]
- GCB: Кавалер Великого Хреста Лазні (військовий), 2 січня 1815[10]
- GCMG: великий магістр св. Михайла і св. Георгія, 20 червня 1825 р.; Головний кавалер Великого Хреста, 16 серпня 1832[11]
- PC: Таємний радник, 1802
- GCH: Лицарський великий хрест Королівського гвельфського ордену, 12 серпня 1815 р.[12]

Іноземні
- Лицар Чорного Орла, 21 вересня 1823 (Пруссія)[13]
- Андріївський лицар, 1844 (Росія)
- Кавалер Великого Хреста Золотого Лева, 6 травня 1818 (Гессен-Кассель)[14]

## Діти
Герцог і герцогиня Кембриджські мали трьох дітей:
| Ім'я                                | Народження          | Смерть            | Примітки |
| ----------------------------------- | ------------------- | ----------------- | --- |
| Принц Джордж, герцог Кембриджський  | 26 березня 1819 р   | 17 березня 1904 р | одружений у 1847 році, Сара Луїза Фейрбразер; мав дітей (цей шлюб був укладений всупереч Закону про королівські шлюби та не визнавався законом). |
| Принцеса Августа Кембриджська       | 19 липня 1822 р     | 4 грудня 1916 р   | вийшла заміж у 1843 році за Фрідріха Вільгельма, великого герцога Мекленбург-Стреліцького; мала дітей                                            |
| Принцеса Мері Аделаїда Кембриджська | 27 листопада 1833 р | 27 жовтня 1897 р  | чоловік з 1866 року Френсіс, герцог Текський; мала дітей, в тому числі Марія Текська, пізніше королева-консорт Сполученого Королівства.          |